# Canton du Vigan

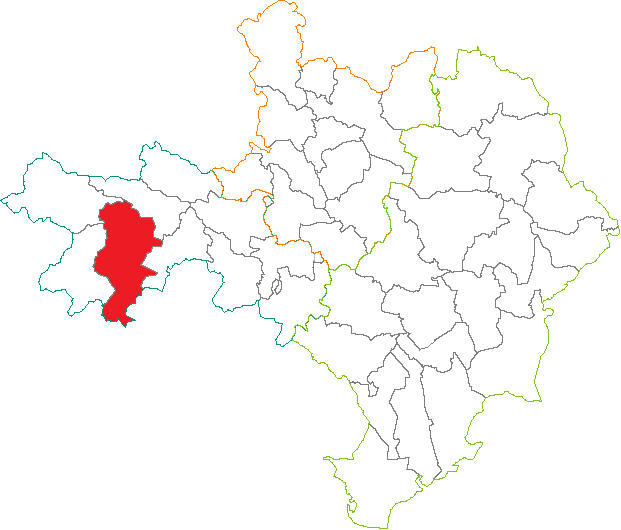
Le canton avant 2015

Le canton de Le Vigan est une circonscription électorale française du département du Gard, dans l'arrondissement du Vigan.

## Histoire
Le canton du Vigan a été créé en 1801.
Un nouveau découpage territorial du Gard entre en vigueur à l'occasion des élections départementales de mars 2015, défini par le décret du 24 février 2014, en application des lois du 17 mai 2013 (loi organique 2013-402 et loi 2013-403). Les conseillers départementaux sont, à compter de ces élections, élus au scrutin majoritaire binominal mixte. Les électeurs de chaque canton élisent au Conseil départemental, nouvelle appellation du Conseil général, deux membres de sexe différent, qui se présentent en binôme de candidats. Les conseillers départementaux sont élus pour 6 ans au scrutin binominal majoritaire à deux tours, l'accès au second tour nécessitant 12,5 % des inscrits au 1er tour. En outre la totalité des conseillers départementaux est renouvelée. Ce nouveau mode de scrutin nécessite un redécoupage des cantons dont le nombre est divisé par deux avec arrondi à l'unité impaire supérieure si ce nombre n'est pas entier impair, assorti de conditions de seuils minimaux. Dans le Gard, le nombre de cantons passe ainsi de 46 à 23. Le nombre de communes du canton du Vigan passe de 12 à 46.
Le nouveau canton du Vigan est formé de communes des anciens cantons d'Alzon (6 communes), du Vigan (13 communes), de Saint-Hippolyte-du-Fort (4 communes), de Trèves (6 communes), de Saint-André-de-Valborgne (5 communes), de Lasalle (2 communes), de Valleraugue (3 communes) et de Sumène (7 communes). Le canton est entièrement inclus dans l'arrondissement du Vigan. Le bureau centralisateur est situé au Vigan.

## Représentation

### Juges de paix
- 1824-1830 : François Petyst de Montfort[5]
- 1830-1848 : ? Combet[6]
- 1848-1859 : François Dadre[7]
- 1859-1870 : Edmond de Villars de Bez[8]
- 1870-1874 : Louis Sailly[9]
- 1874 : Edmond de Villars de Bez[8]
- 1874-1875 : Jean Celié
- 1875-1880 : Paul Surdun[10]
- 1880-1900 : Louis Gras[11]

| Période | Période | Identité        | Fonction précédente                      | Observation |
| ------- | ------- | --------------- | ---------------------------------------- | ----------- |
| 1900    | 1904    | Clément Auzière | Juge de paix du canton de La Grand-Combe | -           |

- 1904-1906 : Alfred Batallier[12]
- 1906-1927 : Camille Soustelle[13]
- 1927-1931 : Jean-Pierre Gleize[14]
- 1931-1934 : Marius Cabantous (auparavant juge de paix du canton de Saint-Rome-de-Tarn)[15]

### Conseillers d'arrondissement
| Période                                  | Période          | Identité                         | Étiquette          | Qualité |
| ---------------------------------------- | ---------------- | -------------------------------- | ------------------ | --- |
| 1833                                     | 1848             | Henri Gendre                     |                    | Notaire, maire du Vigan                                                                                     |
| 1848                                     | 1852             | Étienne Bestieu                  |                    | Docteur en médecine à Bréau                                                                                 |
| 1852                                     | 1867             | Ferdinand Viguier                |                    | Médecin au Vigan                                                                                            |
| 1867                                     | 1871             | Hippolyte Brouilhet              | Républicain        | Marchand de laines au Vigan                                                                                 |
| 1871                                     | 1877             | Benjamin Annat (1833-1887)       | Monarchiste        | Négociant au Vigan                                                                                          |
| 1877                                     | 1880             | Ulysse Angleviel                 | Légitimiste        | Avoué, adjoint au maire du Vigan                                                                            |
| 1880                                     | 1881 (démission) | René Salvador                    |                    | Négociant, nommé Sous-Préfet à Neufchâteau en 1881                                                          |
| 1881                                     | 1889             | Benjamin Cambassédès (1844-1893) |                    | Médecin au Vigan                                                                                            |
| 1889                                     | 1891 (décès)     | Léon Guibal                      |                    | Avoué au Vigan                                                                                              |
| 1891                                     | 1900 (décès)     | Léon Puech                       | Radical-socialiste | Médecin au Vigan                                                                                            |
| 1900                                     | 1904             | César Laget                      |                    | Commandant, chef de bataillon d'infanterie territoriale, Le Vigan (Gard)                                    |
| 1904                                     | 1919             | Armand Clarou                    | Radical-socialiste | Médecin au Vigan, député (1924-1927)                                                                        |
| 1919                                     | 1928             | Louis Ripert                     | SFIO puis PC-SFIC  | Employé de chemin de fer, Le Vigan                                                                          |
| 1928                                     | 1940             | Justin Bourrié                   | Conservateur       | Négociant, courtier en produits agricoles, propriétaire à Rogues                                            |
| 1940                                     |                  |                                  |                    | Les conseils d'arrondissement ont été suspendus par la loi du 12 octobre 1940 et n'ont jamais été réactivés |
| Les données manquantes sont à compléter. |                  |                                  |                    | |

### Conseillers généraux
| Période | Période      | Identité                              | Étiquette            | Qualité |
| ------- | ------------ | ------------------------------------- | -------------------- | --- |
| 1833    | 1848         | David Anthouard                       |                      | Avocat, Président du Tribunal civil du Vigan, maire du Vigan                                                                          |
| 1848    | 1856 (décès) | Philippe Dortet de Tessan             |                      | Négociant, filateur, maire du Vigan (1849-1852)                                                                                       |
| 1856    | 1861         | David Anthouard                       |                      | Avocat, Président du Tribunal civil du Vigan, maire du Vigan                                                                          |
| 1861    | 1865         | Roger de Ginestous                    |                      | Lieutenant de cavalerie, propriétaire au Vigan                                                                                        |
| 1865    | 1877         | Baron François de Chabaud-Latour      | Centre droit         | Général de division du Génie Député (1871-1876) Sénateur (1877-1885) Président du Conseil Général (1874-1877) Ministre (1874-1875)    |
| 1877    | 1883         | Benjamin Annat                        | Droite légitimiste   | Industriel, ancien Maire du Vigan (1871 et 1874-1875)                                                                                 |
| 1883    | 1895         | Hippolyte Baumier-Gay                 | Républicain          | Industriel, maire du Vigan (1881-1892)                                                                                                |
| 1895    | 1898 (décès) | Jean-Jacques Bosc                     | Républicain          | Industriel à Nîmes Propriétaire au Vigan                                                                                              |
| 1898    | 1940         | André Salles                          | Socialiste puis Rad. | Greffier en chef honoraire du Tribunal civil du Vigan Propriétaire, Le Vigan                                                          |
|         |              |                                       |                      | |
| 1945    | 1949         | Jules Bessières                       | Rad.                 | Docteur en droit, avoué à Nîmes Maire du Vigan (1944-1949)                                                                            |
| 1949    | 1955         | Louis, Marquis de Saporta (1912-1998) | CNIP                 | Ingénieur agricole Maire de Montdardier (1943-1971) Propriétaire du château de Fonscolombe, au Puy-Sainte-Réparade (Bouches-du-Rhône) |
| 1955    | 1973         | André Bastide (1898-1978)             | DVD                  | Comptable Maire du Vigan (1952-1969)                                                                                                  |
| 1973    | 2004         | Alain Journet                         | PS                   | Géomètre-expert D.P.L.G. Député (1981-1993) Sénateur (1998-2008) Maire du Vigan (1977-1999) Président du Conseil général (1994-2001)  |
| 2004    | 2011         | Roland Canayer                        | PS                   | Chef d'entreprise Maire de Molières-Cavaillac depuis 1995 Président de la Communauté de communes du Pays viganais (2008-2020)         |
| 2011    | 2015         | Éric Doulcier                         | App. EELV            | Commerçant Maire du Vigan (2008-2020)                                                                                                 |

### Conseillers départementaux
| Période élective | Période élective | Mandat | Mandat   | Identité       | Nuance | Nuance | Qualité |
| ---------------- | ---------------- | ------ | -------- | -------------- | ------ | ------ | --- |
| 2015             | 2021             | 2015   | 2021     | Martin Delord  |        | PS     | Charpentier, responsable de formation Maire de Lanuéjols (1989-2020) Vice-président du Conseil départemental depuis 2015 Délégué aux finances et à l'administration générale Ancien conseiller général du Canton de Trèves |
| 2015             | 2021             | 2015   | 2021     | Hélène Meunier |        | DVG    | Enseignante Première adjointe au maire de Saint-Hippolyte-du-Fort |
| 2021             | 2028             | 2021   | en cours | Martin Delord  |        | PS     | Conseiller sortant, Vice-Président du conseil départemental chargé des infrastructures routières |
| 2021             | 2028             | 2021   | en cours | Hélène Meunier |        | DVG    | Conseillère sortante, Vice-Présidente du conseil départemental chargée de la lecture publique et de l'économie sociale et solidaire                                                                                        |

### Résultats détaillés

#### Élections de mars 2015
À l'issue du 1er tour des élections départementales de 2015, trois binômes sont en ballottage : Martin Delord et Hélène Meunier (PS, 27,66 %), Eric Doulcier et Muriel Martinet (DVG, 24,14 %) et Germain Spagnol et Aurélie Wagner (FN, 24,12 %). Le taux de participation est de 60,03 % (11 533 votants sur 19 211 inscrits) contre 53,96 % au niveau départementalet 50,17 % au niveau national.
Au second tour, Martin Delord et Hélène Meunier (PS) sont élus avec 43,30 % des suffrages exprimés et un taux de participation de 62,43 % (4 860 voix pour 11 992 votants et 19 210 inscrits).

#### Élections de juin 2021
Le premier tour des élections départementales de 2021 est marqué par un très faible taux de participation (33,26 % au niveau national). Dans le canton du Vigan, ce taux de participation est de 41,64 % (7 966 votants sur 19 129 inscrits) contre 33,46 % au niveau départemental. À l'issue de ce premier tour,  le binôme constitué de Martin Delord et Hélène Meunier (DVG, 76,01 %), est élu avec 76,01 % des suffrages exprimés,.

## Composition

### Composition avant 2015

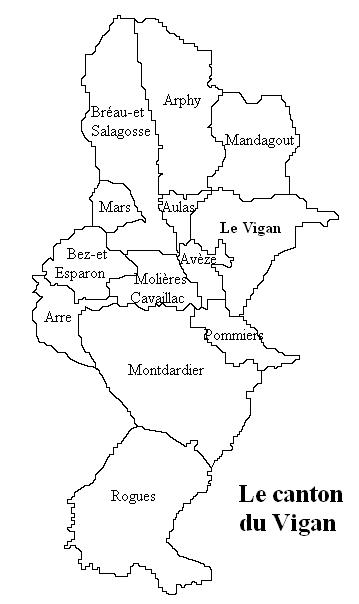
Le canton avant 2015.

Le canton regroupait treize communes.
| Nom                  | Code Insee | Codepostal | Superficie (km2) | Population (dernière pop. légale) | Densité (hab./km2) |
| -------------------- | ---------- | ---------- | ---------------- | --------------------------------- | ------------------ |
| Le Vigan (chef-lieu) | 30350      | 30120      | 17,24            | 3 925 (2012)                      | 228                |
| Arphy                | 30015      | 30120      | 20,92            | 178 (2012)                        | 8,5                |
| Arre                 | 30016      | 30120      | 7,26             | 293 (2012)                        | 40                 |
| Aulas                | 30024      | 30120      | 2,91             | 455 (2012)                        | 156                |
| Avèze                | 30026      | 30120      | 4,14             | 1 081 (2012)                      | 261                |
| Bez-et-Esparon       | 30038      | 30120      | 8,33             | 352 (2012)                        | 42                 |
| Bréau-et-Salagosse   | 30052      | 30120      | 24,69            | 414 (2012)                        | 17                 |
| Mandagout            | 30154      | 30120      | 15,12            | 393 (2012)                        | 26                 |
| Mars                 | 30157      | 30120      | 3,80             | 176 (2012)                        | 46                 |
| Molières-Cavaillac   | 30170      | 30120      | 7,71             | 919 (2012)                        | 119                |
| Montdardier          | 30176      | 30120      | 35,25            | 202 (2012)                        | 5,7                |
| Pommiers             | 30199      | 30120      | 6,51             | 61 (2012)                         | 9,4                |
| Rogues               | 30219      | 30120      | 30,22            | 104 (2012)                        | 3,4                |

### Composition à partir de 2015
Lors du redécoupage de 2014, le nouveau canton du Vigan comprenait quarante-six communes entières.
À la suite de la fusion, au 1er janvier 2019, de Notre-Dame-de-la-Rouvière et de Valleraugue pour former la commune de Val-d'Aigoual et de Bréau-et-Salagosse et de Mars pour former la commune de Bréau-Mars, le nombre de communes descend à 44.
| Nom                              | Code Insee | Intercommunalité                         | Superficie (km2) | Population (dernière pop. légale) | Densité (hab./km2) | Modifier                                    |
| -------------------------------- | ---------- | ---------------------------------------- | ---------------- | --------------------------------- | ------------------ | ------------------------------------------- |
| Le Vigan (bureau centralisateur) | 30350      | CC du Pays viganais                      | 17,24            | 3 786 (2022)                      | 220                | modifier les données · modifier les données |
| Alzon                            | 30009      | CC du Pays viganais                      | 27,48            | 184 (2022)                        | 6,7                | modifier les données · modifier les données |
| Arphy                            | 30015      | CC du Pays viganais                      | 20,92            | 138 (2022)                        | 6,6                | modifier les données · modifier les données |
| Arre                             | 30016      | CC du Pays viganais                      | 7,26             | 258 (2022)                        | 36                 | modifier les données · modifier les données |
| Arrigas                          | 30017      | CC du Pays viganais                      | 20,28            | 214 (2022)                        | 11                 | modifier les données · modifier les données |
| Aulas                            | 30024      | CC du Pays viganais                      | 2,91             | 445 (2022)                        | 153                | modifier les données · modifier les données |
| Aumessas                         | 30025      | CC du Pays viganais                      | 21,45            | 252 (2022)                        | 12                 | modifier les données · modifier les données |
| Avèze                            | 30026      | CC du Pays viganais                      | 4,14             | 1 059 (2022)                      | 256                | modifier les données · modifier les données |
| Bez-et-Esparon                   | 30038      | CC du Pays viganais                      | 8,33             | 330 (2022)                        | 40                 | modifier les données · modifier les données |
| Blandas                          | 30040      | CC du Pays viganais                      | 37,46            | 133 (2022)                        | 3,6                | modifier les données · modifier les données |
| Bréau-Mars                       | 30052      | CC du Pays viganais                      | 28,49            | 679 (2022)                        | 24                 | modifier les données · modifier les données |
| La Cadière-et-Cambo              | 30058      | CC du Piémont Cévenol                    | 11,97            | 229 (2022)                        | 19                 | modifier les données · modifier les données |
| Campestre-et-Luc                 | 30064      | CC du Pays viganais                      | 38,10            | 153 (2022)                        | 4,0                | modifier les données · modifier les données |
| Causse-Bégon                     | 30074      | CC Causses Aigoual Cévennes              | 7,67             | 25 (2022)                         | 3,3                | modifier les données · modifier les données |
| Conqueyrac                       | 30093      | CC du Piémont Cévenol                    | 27,18            | 115 (2022)                        | 4,2                | modifier les données · modifier les données |
| Dourbies                         | 30105      | CC Causses Aigoual Cévennes              | 60,88            | 157 (2022)                        | 2,6                | modifier les données · modifier les données |
| L'Estréchure                     | 30108      | CC Causses Aigoual Cévennes              | 19,34            | 152 (2022)                        | 7,9                | modifier les données · modifier les données |
| Lanuéjols                        | 30139      | CC Causses Aigoual Cévennes              | 62,43            | 339 (2022)                        | 5,4                | modifier les données · modifier les données |
| Lasalle                          | 30140      | CC Causses Aigoual Cévennes              | 10,10            | 1 166 (2022)                      | 115                | modifier les données · modifier les données |
| Mandagout                        | 30154      | CC du Pays viganais                      | 15,12            | 370 (2022)                        | 24                 | modifier les données · modifier les données |
| Molières-Cavaillac               | 30170      | CC du Pays viganais                      | 7,71             | 903 (2022)                        | 117                | modifier les données · modifier les données |
| Montdardier                      | 30176      | CC du Pays viganais                      | 35,25            | 198 (2022)                        | 5,6                | modifier les données · modifier les données |
| Peyrolles-en-Cévennes            | 30195      | CC Causses Aigoual Cévennes              | 8,29             | 31 (2022)                         | 3,7                | modifier les données · modifier les données |
| Les Plantiers                    | 30198      | CC Causses Aigoual Cévennes              | 30,83            | 228 (2022)                        | 7,4                | modifier les données · modifier les données |
| Pommiers                         | 30199      | CC du Pays viganais                      | 6,51             | 57 (2022)                         | 8,8                | modifier les données · modifier les données |
| Pompignan                        | 30200      | CC du Piémont Cévenol                    | 41,31            | 914 (2022)                        | 22                 | modifier les données · modifier les données |
| Revens                           | 30213      | CC Causses Aigoual Cévennes              | 13,85            | 31 (2022)                         | 2,2                | modifier les données · modifier les données |
| Rogues                           | 30219      | CC du Pays viganais                      | 30,22            | 91 (2022)                         | 3,0                | modifier les données · modifier les données |
| Roquedur                         | 30220      | CC du Pays viganais                      | 10,85            | 265 (2022)                        | 24                 | modifier les données · modifier les données |
| Saint-André-de-Majencoules       | 30229      | CC Causses Aigoual Cévennes              | 21,79            | 600 (2022)                        | 28                 | modifier les données · modifier les données |
| Saint-André-de-Valborgne         | 30231      | CC Causses Aigoual Cévennes              | 48,71            | 360 (2022)                        | 7,4                | modifier les données · modifier les données |
| Saint-Bresson                    | 30238      | CC du Pays viganais                      | 8,40             | 71 (2022)                         | 8,5                | modifier les données · modifier les données |
| Saint-Hippolyte-du-Fort          | 30263      | CC du Piémont Cévenol                    | 29,38            | 3 739 (2022)                      | 127                | modifier les données · modifier les données |
| Saint-Julien-de-la-Nef           | 30272      | CC des Cévennes gangeoises et suménoises | 8,83             | 145 (2022)                        | 16                 | modifier les données · modifier les données |
| Saint-Laurent-le-Minier          | 30280      | CC du Pays viganais                      | 13,26            | 371 (2022)                        | 28                 | modifier les données · modifier les données |
| Saint-Martial                    | 30283      | CC des Cévennes gangeoises et suménoises | 17,16            | 182 (2022)                        | 11                 | modifier les données · modifier les données |
| Saint-Roman-de-Codières          | 30296      | CC des Cévennes gangeoises et suménoises | 18,43            | 166 (2022)                        | 9,0                | modifier les données · modifier les données |
| Saint-Sauveur-Camprieu           | 30297      | CC Causses Aigoual Cévennes              | 31,74            | 212 (2022)                        | 6,7                | modifier les données · modifier les données |
| Saumane                          | 30310      | CC Causses Aigoual Cévennes              | 12,14            | 296 (2022)                        | 24                 | modifier les données · modifier les données |
| Soudorgues                       | 30322      | CC Causses Aigoual Cévennes              | 25,70            | 268 (2022)                        | 10                 | modifier les données · modifier les données |
| Sumène                           | 30325      | CC des Cévennes gangeoises et suménoises | 36,59            | 1 239 (2022)                      | 34                 | modifier les données · modifier les données |
| Trèves                           | 30332      | CC Causses Aigoual Cévennes              | 26,59            | 108 (2022)                        | 4,1                | modifier les données · modifier les données |
| Val-d'Aigoual                    | 30339      | CC Causses Aigoual Cévennes              | 94,84            | 1 418 (2022)                      | 15                 | modifier les données · modifier les données |
| Vissec                           | 30353      | CC du Pays viganais                      | 21,83            | 68 (2022)                         | 3,1                | modifier les données · modifier les données |
| Canton du Vigan                  | 3022       |                                          | 1 048,96         | 22 145 (2022)                     | 21                 | modifier les données                        |

## Démographie

### Démographie avant 2015
| 1962  | 1968  | 1975  | 1982  | 1990  | 1999  | 2006  | 2011  | 2012  |
| ----- | ----- | ----- | ----- | ----- | ----- | ----- | ----- | ----- |
| 7 813 | 7 651 | 7 691 | 8 201 | 8 407 | 8 612 | 8 703 | 8 520 | 8 553 |

### Démographie depuis 2015
En 2022, le canton comptait 22 145 habitants, en évolution de −3,2 % par rapport à 2016 (Gard : +2,97 %, France hors Mayotte : +2,11 %).
| 2013   | 2018   | 2022   |
| ------ | ------ | ------ |
| 22 987 | 22 475 | 22 145 |

## Patrimoine
|  |  |